# Цушко Іван Іванович
Іва́н Іва́нович Цушко́ (10 січня 1959 р., с. Лиса Гора Первомайського району Миколаївської області — 23 листопада 2014 р., м. Боярка Києво-Святошинського району Київської області) — директор-організатор Українського науково-методичного центру практичної психології і соціальної роботи, соціолог, кандидат філософських наук (1990).

## Життєпис
Цушко Іван Іванович народився в селі Лиса Гора, що на Миколаївщині, в сім'ї колгоспників: батько — водій, мати — полевод. До семи років виховувався вдома. В 1966 році пішов навчатися в Лисогірську восьмирічну школу № 3, яку закінчив в 1974 році. Далі продовжив навчання в Лисогірській школі № 1. В 1976 році, після закінчення школи, подав документи до Київського військово-морського училища. Але плани змінилися, і Цушко І. І. вступив до Київського державного університету імені Т. Г. Шевченка на філософський факультет. Ще у студентські роки, Іван Іванович розпочав трудову діяльність на посаді соціолога Боярського машинобудівного заводу «Іскра».
В 1981 році, після закінчення Київського державного університету, отримав направлення на БМЗ «Іскра», де працював до листопада 1993 року на посадах соціолога, керівника групи, начальника бюро соціально-психологічних досліджень.
У 1990 році захистив дисертацію на тему «Розвиток соціальної активності в трудовому колективі» та отримав науковий ступінь кандидата філософських наук.
З листопада 1993 року Іван Іванович почав працювати в системі освіти Києво-Святошинського району Київської області: головним психологом районного відділу освіти, директором навчально-методичного центру практичної психології. Києво-Святошинський навчально-методичний центр практичної психології — перший районний навчально-методичний центр практичної психології в Україні — створювався Цушком Іваном Івановичем за підтримки Колібабчука Володимира Захаровича, тоді керівника Києво-Святошинського відділу освіти. З вересня 1998 року призначений директором Українського науково-методичного центру практичної психології і соціальної роботи. Головним здобутком діяльності Івана Цушка стало створення нормативно-правової бази діяльності практичних психологів і соціальних педагогів.
У 2008—2010 рр. очолював Інформаційне агентство «Боярка-Інформ»

## Наукові праці
- Посібник для організаторів місцевих виборів [Текст]: [навч.-метод. посіб.] / Цушко І. І., Шульга А. В., Шульга В. В. ; Інформ. агентство «Боярка-Інформ». — Боярка: Ніка-Центр, 2010. — 175 с. : ил., табл. — Бібліогр.: с. 167—175. — 300 экз. — ISBN 978-966-521-545-5[3]
- Цушко, Іван Іванович (2014) Теоретичні аспекти здоров'я учнівської молоді Український НМЦ практичної психології і соціальної роботи, м. Київ, Україна. ISBN 978-617-7118-12-0
- Цушко, Іван Іванович (2013) Формування навичок захисту і збереження репродуктивного здоров'я учнівської і студентської молоді Український НМЦ практичної психології і соціальної роботи, м. Київ, Україна. ISBN 978-617-7118-02-1
- Панок, Віталій Григорович, Бегеза, Л. Є., Гаркавенко, Зоя Олександрівна, Гобод, Ірина Юріївна, Кухарь, С. Ю., Луценко, Ю. А., Обухівська, Антоніна Григорівна, Острова, Вікторія Дмитрівна, Почупайло, В. М., Сосновенко, Н. В., Тінякова, Анастасія Ігорівна and Цушко, Іван Іванович (2013) Інноваційні моделі підвищення кваліфікації працівників психологічної служби і консультантів ПМПК Український науково-методичний центр практичної психології і соціальної роботи, м. Київ, україна. ISBN 978-617-7118-01-4
- Гаркавенко, З. О., Гобод, Ірина Юріївна, Жук, Т. В., Ілляшенко, Т. Д., Лунченко, Надія Вікторівна, Луценко, Ю. А., Обухівська, Антоніна Григорівна, Острова, Вікторія Дмитрівна, Панок, Віталій Григорович, Сосновенко, Н. В., Тінякова, Анастасія Ігорівна, Ткачук, І. І. and Цушко, Іван Іванович (2013) Організація та науково-методичне забезпечення діяльності психологічної служби і ПМПК Український НМЦ практичної психології і соціальної роботи, м. Київ, Україна. ISBN 978-617-7118-04-5
- Цушко, Іван Іванович, Опалко, Г. П., Осипенко, Т. Л., Радчук, А. Ф., Богодухова, Н. В., Мед, І. Л., Чаленко, Л. А., Редькіна, О., Іванова, С., Дибський, С., Павлюк, Л. П., Заїка, Л, Лавриненко, В. А., Кисиличак, Т. В., Токаленко, З. В., Дрозд, О. М., Слатвінська, В. М., Василюк, Т. А., Демчишин, В. В., Хорольська, О. О. and Калінчук, Т. Д. (2015) Сучасні технології збереження здоров'я учнів: кращий досвід [Навчальний матеріал]
- Панок, Віталій Григорович, Лунченко, Надія Вікторівна, Обухівська, Антоніна Григорівна, Цушко, Іван Іванович, Острова, Вікторія Дмитрівна and Мельник, А. А. (2013) Звіт (заключний за 2011—2013 рр.) про науково-дослідну роботу «Наукове-методичне забезпечення діяльності психологічної служби і психолого-медико-педагогічних консультацій системи освіти»(номер державної реєстрації 0111U000082) Український науково-методичний центр практичної психології і соціальної роботи, м. Київ, Україна. (Неопублікований)[4]

## Сучасники про Івана Цушка
|  | У мене він асоціюється з Дідом Морозом… Він жодну людину, що приходила до центру, не залишав без уваги. А при прощання ліз рукою в якусь із численних шухляд робочого столу і витягав книжку, документ, що був конче потрібен відвідувачеві, і вручав, неначе справжній Дід Мороз, як омріяний подарунок у новорічну ніч. - Надія Лунченко, науковий співробітник УНМЦ практичної психології і соціальної роботи |

|  | Іван Іванович Цушко — це початок, гирло річки Соціально-психологічна служба України. Саме за його активної участі створювалася нормативно-правова база цієї служби… - Діана Романовська, директор Чернівецького обласного центру практичної психології і соціальної роботи |

|  | Для нас ви завжди були і залишаєтесь уособленням психологічної служби, яку ви виплекали і зростили вашою відданістю, небайдужістю, наполегливістю. Та енергія і завзятість, з якою ви відстоювали інтереси служби, практичних психологів, надихали, підтримували нас у скрутну хвилину, вселила в нас віру у власні сили, впевненість, що ми здолаємо будь-які негаразди… - Психологічна служба Сумщини |

|  | Для того, щоб бути добрим, треба бути відкритою людиною. Іван Іванович таким є: добрим, відкритим, відповідальним… - Валентина Снігульська, керівник проекту «Соціальний педагог», м. Київ |